# Thomas Wempe
Thomas Sascha Wempe (* 18. März 1980 in Vechta) ist ein ehemaliger deutscher Basketballspieler.

## Werdegang
Der 2,07 Meter große Innenspieler spielte beim TuS Bramsche und ab 1998 in Braunschweig. In den Spieljahren 1998/99, 1999/2000 und 2001/2002 bestritt er für die Braunschweiger insgesamt sechs Partien in der Basketball-Bundesliga. Wempe wechselte 2002 zum Zweitligisten Wolfenbüttel Dukes und ging 2003 nach Braunschweig zurück, wo er für die SG Braunschweig in der 2. Bundesliga spielte. 2005 schloss er sich abermals den Wolfenbüttel Dukes an, mit denen er ein weiteres Jahr in der zweiten Liga antrat.